# Цхвирашвили, Борис Семёнович
Борис Семёнович Цхвирашвили (23 июля 1936, Баку — 19 марта 2021) — советский и казахстанский боксёр, тренер и судья международной категории по боксу, заслуженный тренер СССР. Входил в число известных азербайджанских боксёров 1950—1960-х годов. Лучший судья по боксу в мире (1983).

## Биография
Отец был торговым работником, мама — врачом. Боксом стал заниматься с 1953 года, первый тренер — Александр Крючков.
В 1957 году поступил в Азербайджанский государственный институт физической культуры в Баку. Тренировался под руководством заслуженного мастера спорта Аббаса Агаларова. Выступал в весовой категории до 63,5 килограммов, неоднократный чемпион Азербайджанской ССР по боксу
По работе переехал в Казахстан, с 1961 года работал тренером в ДСО «Спартак». Со временем начал судить боксёрские поединки, судья всесоюзной категории (1964), судья международной категории АИБА (1977), судил на двух Олимпийских играх (Москва-1980 и Атланта-1996, в 2000 году в Сиднее был одним из членов жюри), возглавлял судейские жюри международных турниров, а также матчей СССР — США, обсуживал в качестве судьи юбилейный чемпионат, посвящённый 100-летию любительского бокса Англии.
С 1971 года на тренерской работе. С 1972 по 1987 — государственный тренер Казахстана по боксу, подготовил 26 мастеров спорта, принимал участие в подготовке сборной СССР. Преподавал в Академии спорта, старший преподаватель кафедры бокса.
С 1988 года — начальник Управления спортивных единоборств ГСК Казахстана. Занимал должность генерального секретаря Федерации бокса Казахстана, был членом технической комиссии АИБА
В последние годы был вице-президентом детского военно-патриотического клуба «Чёрный аист»
Ушёл из жизни после продолжительной болезни. Уход Б. С. Цхвирашвили назван одной из главных потерь 2021 года в казахстанском спорте